# Heene
Heene var en civil parish fram till 1902 då den blev en del av Worthing, i grevskapet Sussex (nu West Sussex), i England. Denna civil parish hade 3 019 invånare år 1901. Byn nämndes i Domedagsboken (Domesday Book) år 1086, och kallades då Hene.